# Sonora (Mato Grosso del Sur)
Sonora es un municipio brasileño ubicado en el extremo norte del estado de Mato Grosso do Sul, fue fundado el 6 de mayo de 1976.
Dista de 351 km de la capital estatal Campo Grande.

## Historia
Durante el gobierno de Getúlio Vargas fue creado el Paner (Cia de Aviação para Missões Especiais). El encargado del correo aéreo nocturno que conectaba Río de Janeiro, São Paulo, Cuiabá y Manaos era el Comandante Mauricio Coutinho Dutra, un hombre muy culto y políticamente activo, vinculado al PTB del entonces presidente. Alrededor de 1964, debido al empeoramiento de la política gubernamental, el comandante se refugió en la región central del estado de Mato Grosso, cerca del río Correntes, en el municipio de Pedro Gomes. Construyó una cabaña de paja y, después de algunos años, se convirtió en propietario de muchas hectáreas de tierra en el municipio.
En 1975, ofreció a su sobrino, el Coronel Raul Kelvin Thuin, aproximadamente 10.000 hectáreas de tierra para que las utilizara en algo útil para la nación brasileña. El coronel Raul, un hombre idealista y soñador, vino a conocer su tierra y estudiar la posibilidad de explotarla en beneficio de Brasil, según deseaba su tío. En 1976, contrató los servicios de consultoría de la empresa Planec, de Campo Grande, donde uno de sus socios, el señor Beat Rolf Stucki, un inmigrante suizo que llegó a Brasil en 1951 y se trasladó a la ciudad de Campo Grande en 1973. Junto con el señor Stucki, realizaron un diagnóstico del área. El coronel Raul se subió a un árbol grande y se maravilló, soñó con una ciudad, niños corriendo, chimeneas humeantes y un gran núcleo urbano en desarrollo. Inicialmente, pensaron en establecer un matadero, pero descartaron la idea porque faltaría materia prima. Durante el diagnóstico del área, también consultaron al médico y gobernador del estado de Mato Grosso, Fernando Correia da Costa, junto con su hija Telú. Refugiado en su extensa área de tierra, el comandante Coutinho siempre trataba de disfrazarse y se dirigía a la ciudad de Rondonópolis en su camioneta, donde le gustaba ver películas del oeste, uno de sus pasatiempos favoritos. Siempre pensaba que el destino le daría la tierra sin explorar, ya que la soledad lo consumía y los bosques se extendían más allá de lo que sus ojos podían ver.
También consultaron a Lamartino Navarro, quien fue el precursor del Pró-Álcool en Brasil y trajo del extranjero la idea de producción de energía alternativa. Sugirió la posibilidad de establecer una planta de producción de alcohol, ya que el cultivo de la caña de azúcar tiene una fuerte característica estacional. Como la idea fue aceptada por consenso, Lamartino proporcionó toda la orientación necesaria y Planec, a través del señor Beat Rolf Stucki, elaboró el proyecto y en 1977 comenzó la construcción de la Usina Aquárius. El nombre de la planta fue elegido por el Coronel Raul en honor al signo zodiacal de su esposa Lucía, una mujer extremadamente inteligente y humana. La Usina Aquárius fue la primera planta de producción de alcohol diseñada en Brasil para la región del cerrado. También en 1977, la región pasó a formar parte del actual estado de Mato Grosso do Sul.
A mediados de julio de 1978, comenzó la producción experimental, que se consolidó a mediados de 1979 y contaba con aproximadamente 850 empleados, que formaban ya un pequeño núcleo urbano y vivían en chozas de lona, al igual que el señor Beat Rolf Stucki, quien se mudó en 1976 junto con su familia. El progreso de las actividades de la planta iba muy bien, con mucho entusiasmo y idealismo, pero su administración dejaba mucho que desear. Ante varios problemas, alrededor de 1983, la Usina Aquárius fue adquirida por el Grupo Giobbi y por Impregilo Spa, subsidiaria de Fiat Italiana. A partir de ese momento, pasó a llamarse Cia Agrícola Sonora Estância, que hoy en día está muy bien administrada en todos los sectores de la cadena productiva. Gran parte de la mano de obra se estableció en este núcleo urbano, desempeñando funciones durante las estaciones intermedias del trabajo agrícola, lo que contribuyó a la expansión demográfica de la comunidad. Esta expansión, atraída por el mercado laboral local, llevó a este núcleo a convertirse en un distrito en 1985.
El 3 de junio de 1988, mediante la ley n.° 828, se creó el municipio de Sonora, que pasó a pertenecer al distrito de Pedro Gomes, del cual se separó. Debido a su emancipación política en este año de 1988, su primer mandato lo llevó a cabo el entonces alcalde João Cavalcante Costa. El municipio se estableció el 1 de enero de 1989.

## Demografía
Datos demográficos del municipio de Sonora.

### Población
Un censo hecho en 2016 arrojó los siguientes datos:
- Población total: 17941 habitantes.
- Densidad: 4,40 hab/km².

Sin embargo, según estimaciones realizadas en 2021 cuenta con:
- Población total: 20158 habitantes.
- Densidad: 4,95 hab/km².

### Educación
- Tasa de escolarización de 6 a 14 años de edad [2010]: 98,5%.
- IDEB - Primeros años de la escuela primaria (Red pública) [2021]: 5,6.
- Matrículas en primaria [2021]: 2129 matrículas.
- Matrículas en bachillerato [2021]: 649 matrículas.
- Profesores de primaria [2021]: 118 docentes.
- Profesores de bachillerato [2021]: 31 docentes.
- Número de instituciones de educación primaria [2021]: 7 colegios.
- Número de instituciones de educación bachiller [2021]: 2 colegios.

### Trabajo
- Salario promedio de trabajadores formales [2020]: 2,6 salarios mínimos.
- Trabajadores activos [2020]: 4408 trabajadores.
- Población activa [2020]: 22,4%
- Porcentaje de población con ingreso nominal mensual per cápita de hasta 1/2 salario mínimo [2010]: 35,4%